# Calcaritis flavescens
Calcaritis flavescens là một loài bướm đêm trong họ Geometridae.